# فرهنگ‌عامه ایرانی
فرهنگ‌عامه ایرانی شامل سنت‌های بومی‌ای است که در ایران به‌وجود آمده‌اند.

## افسانه‌های شفاهی

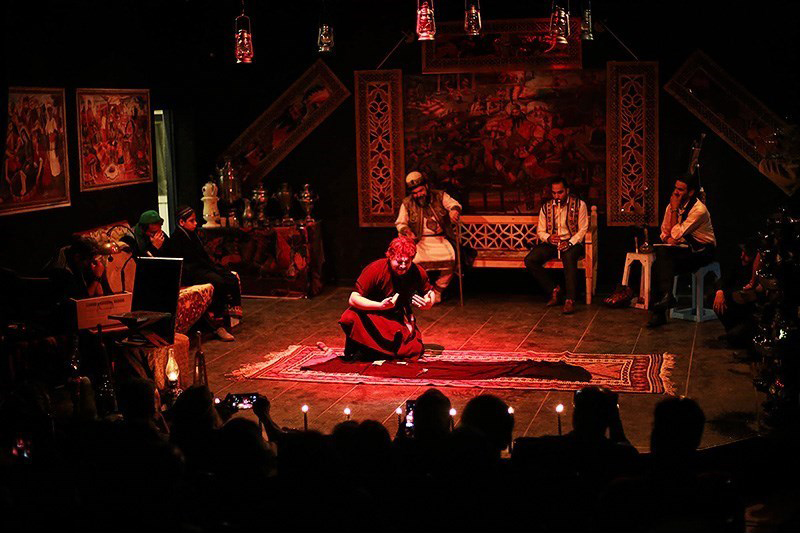
یک نمایش داستان‌سرایی شاهنامه در شهر قزوین.

### افسانه‌های بومی
داستان‌سرایی حضور پررنگی در فرهنگ ایرانی دارد. در ایران باستان نوازنده‌های سیار اشعار حاوی داستان‌های پادشاهان و قهرمانان گذشته را همراه با آوای موسیقی می‌خواندند. در زمان اشکانیان به این نوازنده‌ها گوسان و در زمان ساسانیان به آن‌ها در زبان فارسی میانه خنیاگر می‌گفتند. این داستان‌سرایان و شعرخوانان در زمان صفویان در قهوه‌خانه‌ها نیز کار می‌کردند.
در زیر شماری از داستانهای سرشناس ایرانی فهرست شده‌اند.
- کدوی قلقله‌زن[۳]
- ماه پیشونی[۴][۵]
- نارنج و ترنج[۶]
- سرمای پیرزن، براساس این افسانه پیرزنی در ماه اسفند به دلیل اینکه گله‌اش جفت‌گیری انجام نداده‌است نزد موسی می‌رود و از او درخواست می‌کند روزهای سرد را بیشتر کند تا گله‌اش عمل جفت‌گیری انجام دهد.[۷]
- شنگول و منگول[۸]
- خاله سوسکه[۹]

در زیر نام چند کتاب افسانه‌ای تاریخی که دربردارنده داستان‌های محلی ایرانی هستند، آورده شده‌است.
- امیر ارسلان نامدار، این داستان را قصه گوی ناصرالدین‌شاه قاجار برای وی می‌گفت و در این هنگام دختر ناصرالدین شاه پشت در نیمه باز اتاق خواجه سرایان می‌نشست و ماجراها را می‌نوشت. این داستان اینگونه برجا مانده‌است.
- داراب‌نامه، این کتاب نوشته ابوطاهر طرسوسی است و افسانه‌های دربارهٔ اسکندر و داریوش سوم را بازگو می‌کند.[۱۰][۱۱]
- اسکندرنامه، نسخه ایرانی افسانه‌های اسکندر است.[۱۲]
- هزار و یک شب، منبع اصلی این کتاب، کتابی به زبان فارسی میانه به نام هزار افسان است که امروزه دیگر در دست نیست.
- سمک عیار، رمانی است مشهور و قدیمی به زبان فارسی که در سدهٔ ششم هجری نوشته شده‌است.[۱۳][۱۴]
- شاهنامه، حماسه‌ای منظوم نوشته فردوسی است. منبع اصلی داستان‌های آن کتابی به زبان فارسی میانه به نام خودای‌نامگ است.[۱۵]
- وامق و عذرا، این داستان ریشه در داستان یونانی متیوخوس و پارتنوپ دارد.[۱۶][۱۷]

### قهرمانان

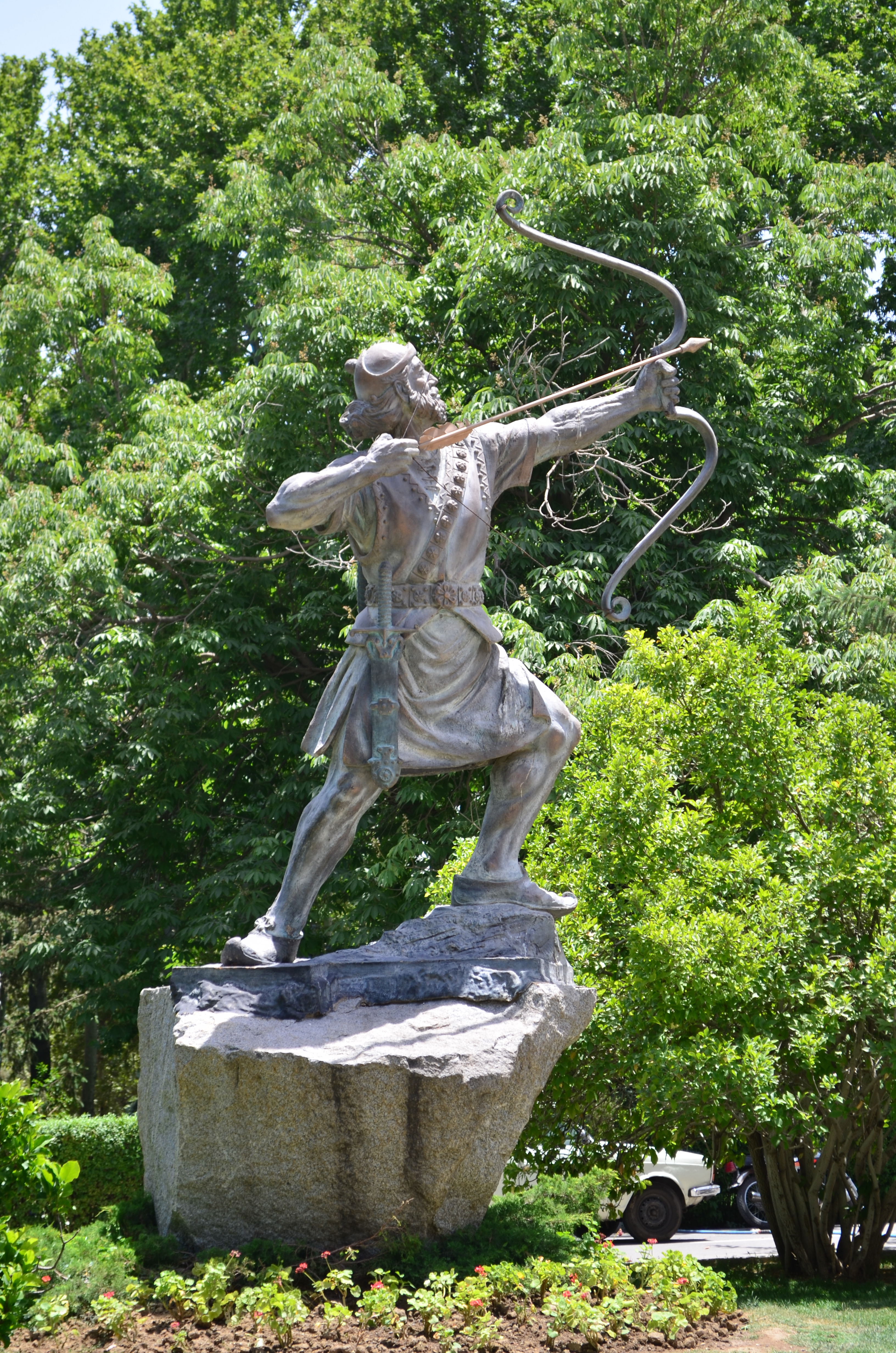
تندیس آرش کمانگیر در کاخ‌موزه سعدآباد، تهران.

#### قهرمانان شاهنامه
- آرش کمانگیر، تیری را از قله دماوند پرتاب می‌کند و اینگونه مرز میان ایران و توران مشخص می‌شد. جشن تیرگان به این افسانه نسبت داده شده‌است اما این جشن ریشه در افسانه باستانی ایزدی به نام تیشتر دارد.
- گرشاسپ (پهلوان)، در افسانه‌های ایرانی قهرمانی اژدهاکش است. او را به نام جهان پهلوان نیز می‌شناسند.[۱۸]
- گردآفرید، او بیشتر به دلیل شجاعتش در تراژدی رستم و سهراب ستوده می‌شود.
- رستم، نام‌آورترین چهرهٔ اسطوره‌ای در شاهنامه و به تبع آن، مهم‌ترین چهرهٔ اسطوره‌ای ادبیات فارسی است.

#### دیگر قهرمانان
- حسین کرد شبستری، جنگجویی کرد اهل شبستر است که زندگی خود را صرف مبارزه برای عدالت می‌کند.[۱۹]
- کوراوغلو، قهرمانی افسانه‌ای است علیه بی‌عدالتی مبارزه می‌کند. این افسانه بیشتر میان ترک زبانان محبوب است.
- پوریای ولی، قهرمانی از خوارزم است که در ورزش‌های زورخانه‌ای پیشینه زیادی داشته‌است.[۲۰]
- یعقوب لیث، هنگام فرمانروایی او زبان فارسی دوباره احیا می‌شود.[۲۱]

### شخصیت‌های طنز
- ملا نصرالدین
- دخو

### موجودات

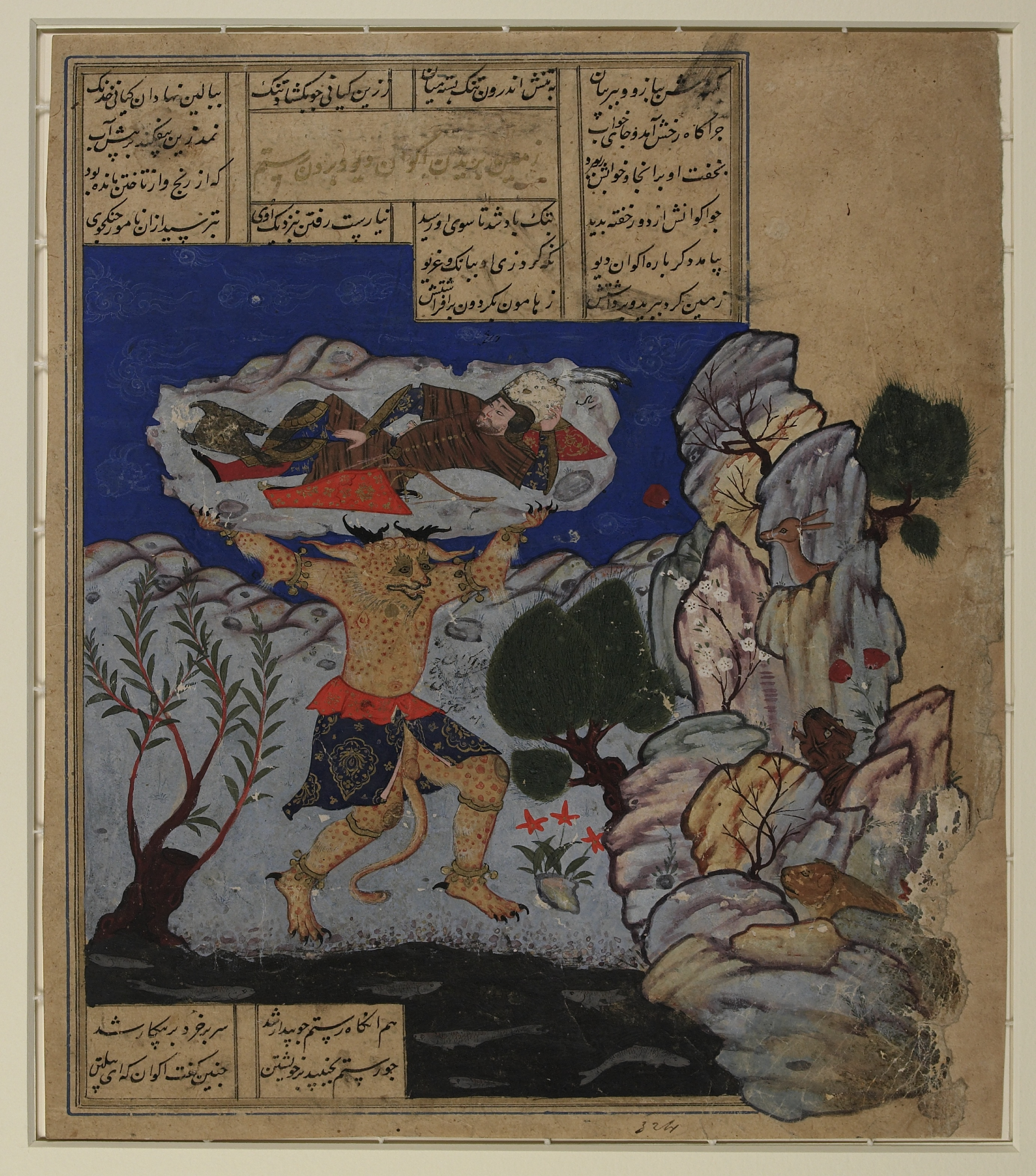
نقاشی مینیاتوری شاهنامه. در اینجا دیو که قصد پرتاب رستم به درون دریا را دارد، به تصویر کشیده شده‌است.

- آل، در باور عامه، موجودی است که اگر زن تازه‌زا را تنها بگذارند، سراغش می‌آید و به او آزار یا آسیب می‌رساند. همچنین در افسانه‌های ایرانی آمده‌است که او سبدی را با خود حمل می‌کند که در آن ریه و جگر مادر را نگه می‌دارد.[۲۲][۲۳]
- بختک، در افسانه‌ها و باورهای عامیانه ایرانی موجودی تخیلی است که شبها قصد خفه کردن افراد در خواب را دارد. او مکان گنج‌های پنهان شده را می‌داند و اگر کسی بینی او را بگیر از مکان این گنج‌ها اطلاع پیدا می‌کند. در زمان حمله بختک افراد می‌توانند با تکان دادن انگشتانشان خود را نجات دهند.[۲۴]
- دوال‌پا، یکی از موجودات خیالی در افسانه‌ها و داستان‌های ایرانی است که بالاتنه انسان دارد و پاهایش مانند تسمه دراز و پیچنده‌اند و برای گرفتن و به دام انداختن انسان‌ها مناسب هستند. او به قربانیان خود می‌چسبد و آن‌ها باید تا زمانی که از خستگی بمیرند او را حمل کنند. دوال‌پا در زبان فارسی مصداق آدم‌های سمجی است که به هر دلیل به حق یا ناحق به جایی با کسی می‌چسبند و آن‌جا را رها نمی‌کنند.[۲۵]
- دیو، موجودی اهریمنی است.[۲۶]
- غول، هیولایی زشت با سر گربه مانند، زبان چنگال مانند، بسیار پرمو و دارای پاهای بدشکل و لاغر شبیه به نوزادان زودرس است.[۲۷]
- جن، بنا بر باور اسلام، نام دسته‌ای از موجودات فراطبیعی است. اعتقاد اسلام بر این است که وجودش آن‌ها آتش بدون دود است.[۲۸]
- مانتیکور، موجودی انسان‌خوار با بدن شیر و سر انسان است.
- مرغ آمین، پرنده‌ای افسانه‌ای در ادبیات فارسی است که دائماً در حال پرواز است و آرزوهای انسان‌ها را برآورده می‌کند.[۲۹][۳۰]
- پری، پری در اوستا موجودی اهریمنی است (همانند فری) که مردم را می‌فریبد، اما در فرهنگ ایرانیان پس از اسلام، پریان موجوات خوب و دوست داشتنی هستند که مردم نیکوکار و خوش نیت را دوست دارند و آن‌ها را به خوشبختی و کامروایی می‌رسانند.
- سنگ صبور، شنونده همه دردها و رنجهای آدمی است و تمامی دردها و غم‌های کسانی که به او اعتماد می‌کنند را جذب می‌کند و زمانی که ظرفیتش به پایان برسد و دیگر نتواند غم و دردی را جذب کند، ترک می‌خورد و می‌شکند.[۳۱]
- شاه‌ماران، ملکه مارها است. این موجود هوشمند از کمر به بالا انسان و پایین‌تنه آن مار است.
- سیمرغ، پرنده‌ای خیراندیش است.[۳۲]
- تکم، این موجود در باورهای عامیانه مردم ترک‌زبان آذربایجان پادشاه بزها است. داستان‌های مربوط به این موجود معمولاً در اماکن عمومی توسط فردی به نام تکم‌چی خوانده می‌شده‌است.
- زار، موجودی شرور در باورهای عامیانه مردم جنوب ایران و کرانه‌های خلیج فارس است که افراد را تسخیر می‌کند و به آن‌ها صدمی می‌رساند.

### مکان‌ها
- دماوند
- کوه قاف
- پریستان

## باورها و رسوم اجتماعی

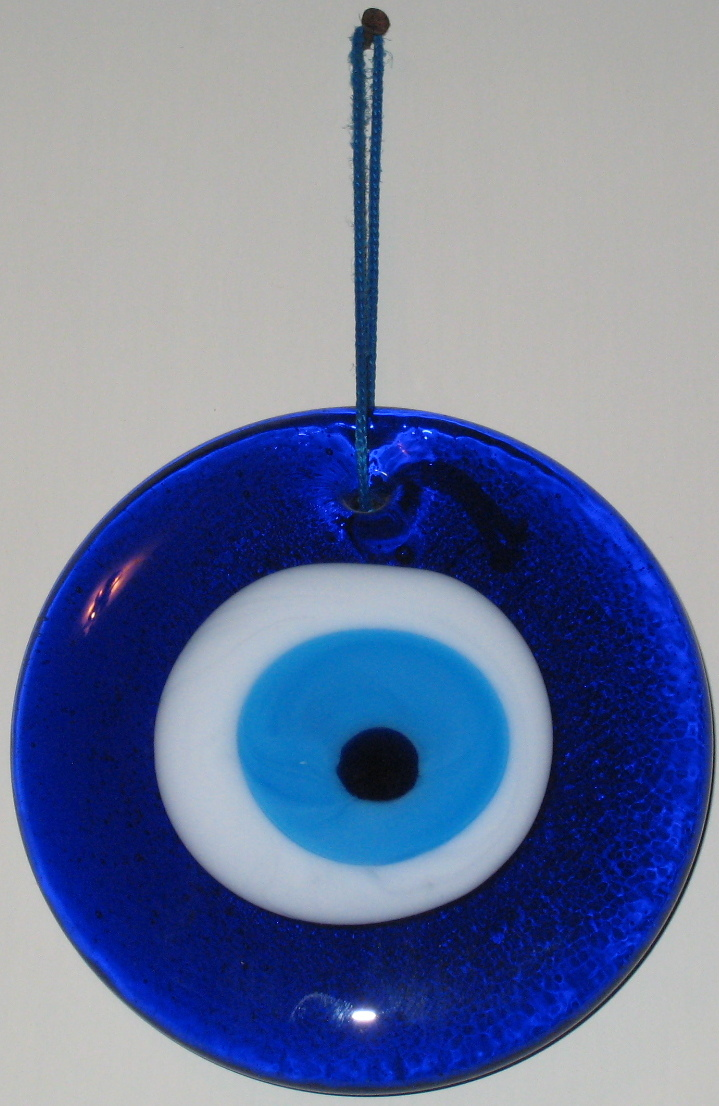
سنگ چشم‌زخم به شکل چشم ساخته می‌شود تا از افراد در برابر چشم‌زخم محافظت کند.

- چشم‌زخم، نفرینی است که توسط نگاه (تشعشع) نحس ایجاد می‌شود. برای درامان ماندن از آن یک گوهرسنگ یا تعویذ آویزان می‌کنند. راه دیگر درامان ماندن از آن دود کردن اسپند و گرداندن آن برسر افرادی که چشم خورده‌اند است.[۳۳][۳۴][۳۵]
- طالع‌بینی، به معنی تفسیر چیدمان تصادفی اشیا و واکنش‌های غیرارادی بدن (عطسه، خمیازه، خارش و غیره)، مشاهده حرکات حیوانات و استفاده از ابزارهایی مانند پاسور، نخود، کتاب (مانند استفاده از کتاب حافظ)، آینه، عدسی، نگاه کردن در جگر حیوان کشته‌شده و شعله‌های چراغ و غیره.
- ناز و نیاز، سنتی میان عاشق و معشوق است که در آن معشوق عاشق خود را با عشوه‌گری آزار می‌دهد و عاشق باید بر عشق خود پافشاری کند.[۳۶]
- تعارف، تعارف در فرهنگ ایرانی نمونه‌ای از احترام متقابل و تأکید بر رتبه اجتماعی که شامل طیف وسیعی از رفتارها در جامعه است مانند بازکردن در برای یک زن توسط مرد یا ایستادن جلوی در برای ورود همکاران.[۳۷]
- مراسم عروسی در ایران، مرسوم است که باید یک آینه و دو شمعدانی نقره‌ای سر سفره عروسی گذاشته شود و اولین چیزی که داماد آینه می‌بیند باید چهره عروس باشد.[۳۸]

## جشن‌ها

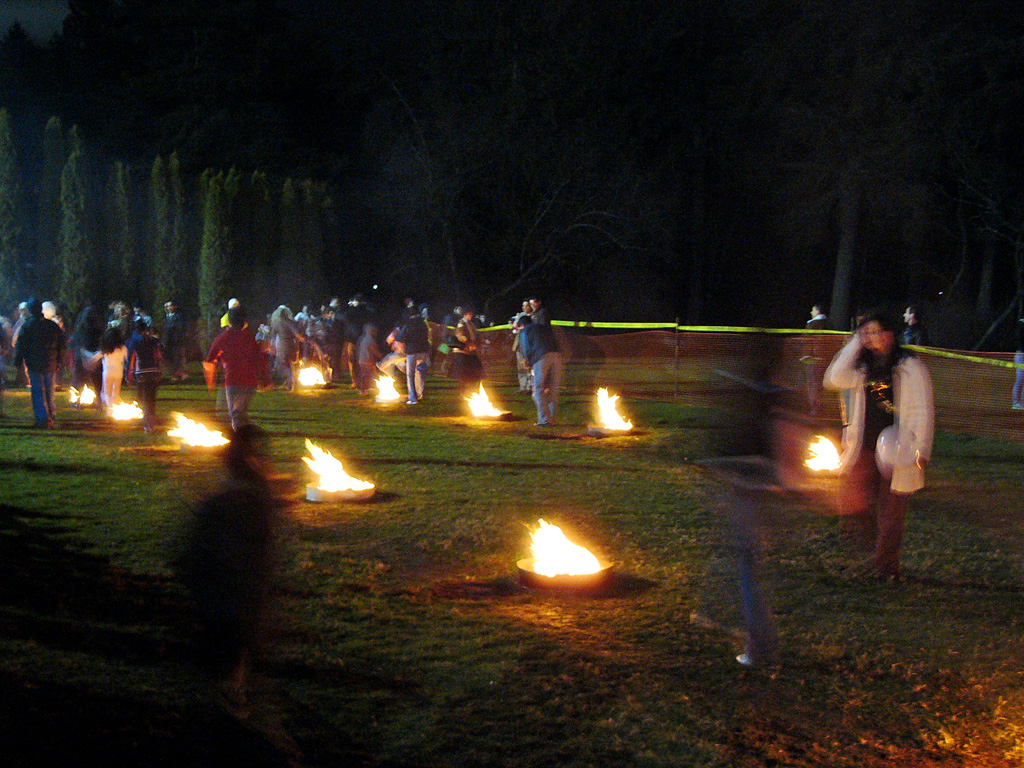
پریدن از روی آتش در جشن چهارشنبه‌سوری.

- نوروز، نخستین روز سال خورشیدی ایرانی برابر با یکم فروردین ماه، جشن آغاز سال نوی ایرانی و یکی از کهن‌ترین جشن‌های به جا مانده از دوران ایران باستان است..
  - خبررسانان سنتی: عمو نوروز و حاجی فیروز
  - چهارشنبه‌سوری، یکی از جشن‌های ایرانی است که در غروبِ سه‌شنبه، شبِ پیش از آخرین چهارشنبهٔ ماه اسفند برگزار می‌شود و برافروختن و پریدن از روی آتش مشخصهٔ اصلی آن است.[۳۹][۴۰][۴۱]
    - آجیل مشکل‌گشا، برخی معتقدند که با خوردن این آجیل، می‌توانند آرزو کنند مشکلات برطرف و آرزوهایشان برآورده شود.[۴۲]
    - فال‌گوشی، از آیین‌های کهن نوروزی آیین فالگوش نشستن است. به هنگام نوروز جوانان چه دختر و چه پسر به کوچه‌ها می‌آمدند و با خود دستمالهایی آورده و آنها را به درون خانه‌ها می‌انداختند تا صاحبخانه‌ها آن دستمال‌ها را با آجیل یا هدیه نقدی پر کند.[۴۳]

  - سیزده‌به‌در، سیزدهمین روزِ فروردین‌ماه و از جشن‌های نوروزیِ ایران است. برخی بر این باورند که در این روز باید برای راندن نحسی، از خانه بیرون روند و نحسی را در طبیعت به‌درکنند.[۴۴]
  - میرِ نوروزی یا پادشاه نوروز، جشنی بود که شش روز پس از نوروز به مدت یک تا پنج روز برگزار می‌شد. گفته می‌شود که در این مدت شخصی روستایی انتخاب می‌شد تا بر کشور فرمانروایی کند.[۴۵]
- یلدا[۴۶] یکی از کهن‌ترین جشن‌های ایرانی است. در این جشن، طی شدن بلندترین شب سال و به دنبال آن بلندتر شدن طول روزها در نیم‌کرهٔ شمالی، که مصادف با انقلاب زمستانی است، گرامی داشته می‌شود.[۴۷][۴۸][۴۹]

## بازی‌های بومی
- الک دولک، نام یک بازی دو نفره‌است.[۵۰]
- عمو زنجیرباف[۵۱]
- اتل متل توتوله[۵۲]
- آفتاب مهتاب[۵۲]
- آس ناس، نوعی از بازی یا قمار با ورق‌های مخصوص که بر آنها نقشهای آس، شاه، بی‌بی، سرباز، لکات است.[۵۳]
- گرگم به هوا، یک بازی کودکانه است که در اشکال و فرهنگ‌های مختلف وجود دارد.[۵۴][۵۵]
- گنجفه، نوعی بازی ورق می‌باشد که به احتمال زیاد در قرن شانزدهم در دربار صفویان به وجود آمده‌است.[۵۶]
- لی‌لی، یک بازی گروهی است که در حیاط و فضای باز انجام می‌شود.
- تخته نرد، از بازی‌های فکری و متکی به برنامه‌ریزی، روش، شمارش و شانس است.[۵۷]
- چهاربرگ، یک بازی ورق است که ریشه در خاورمیانه دارد و به گستردگی در ایران بازی می‌شود.
- قاپ‌بازی، یک بازی قدیمی است که به وسیله قاب انجام می‌شده‌است.
- قایم‌موشک، یک بازی است که در آن چند تن پنهان می‌شوند تا کسی پیدایشان کند.
- شلم، یکی از بازی‌های پاسور است که بعد از حکم، محبوب‌ترین بازی ورق در میان ایرانیان محسوب می‌شود.
- خر پلیس، یک بازی گروهی خنده دار و سرگرم‌کننده با حداقل ۶ نفر است.
- یک قل دو قل، گونه‌ای بازی ایرانی است که بوسیله تعدادی سنگ انجام می‌شود.
- حکم، نام بازی‌ای با ورق‌های بازی (۵۲تایی) متکی بر بخت و مهارت است.

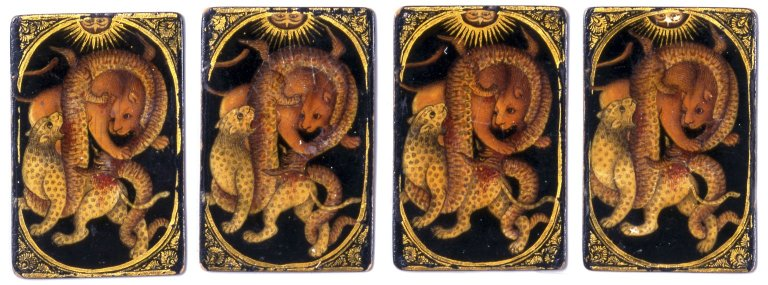
کارت‌های آس ناس. موزه بروکلین، نیویورک.
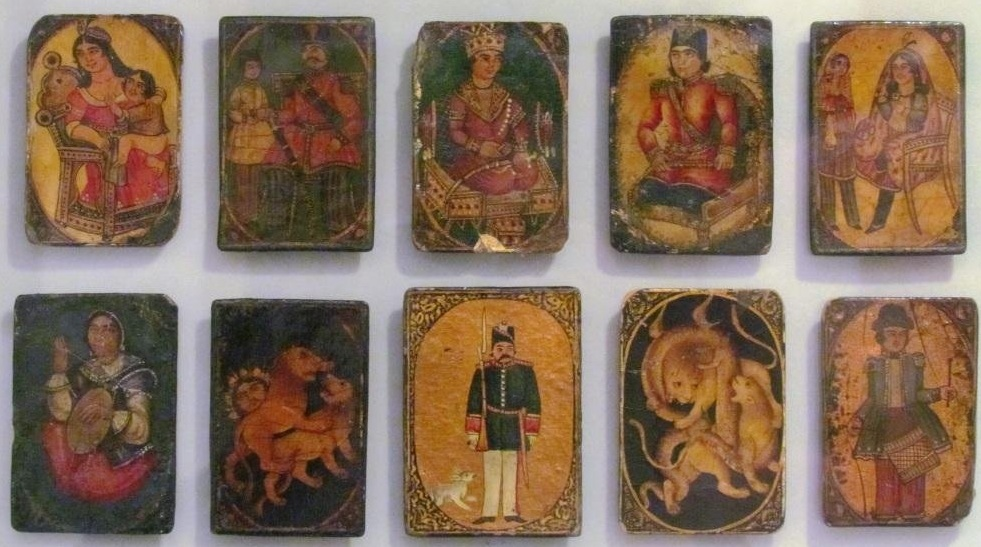
کارت‌های گنجفه. موزه مقدم، تهران.
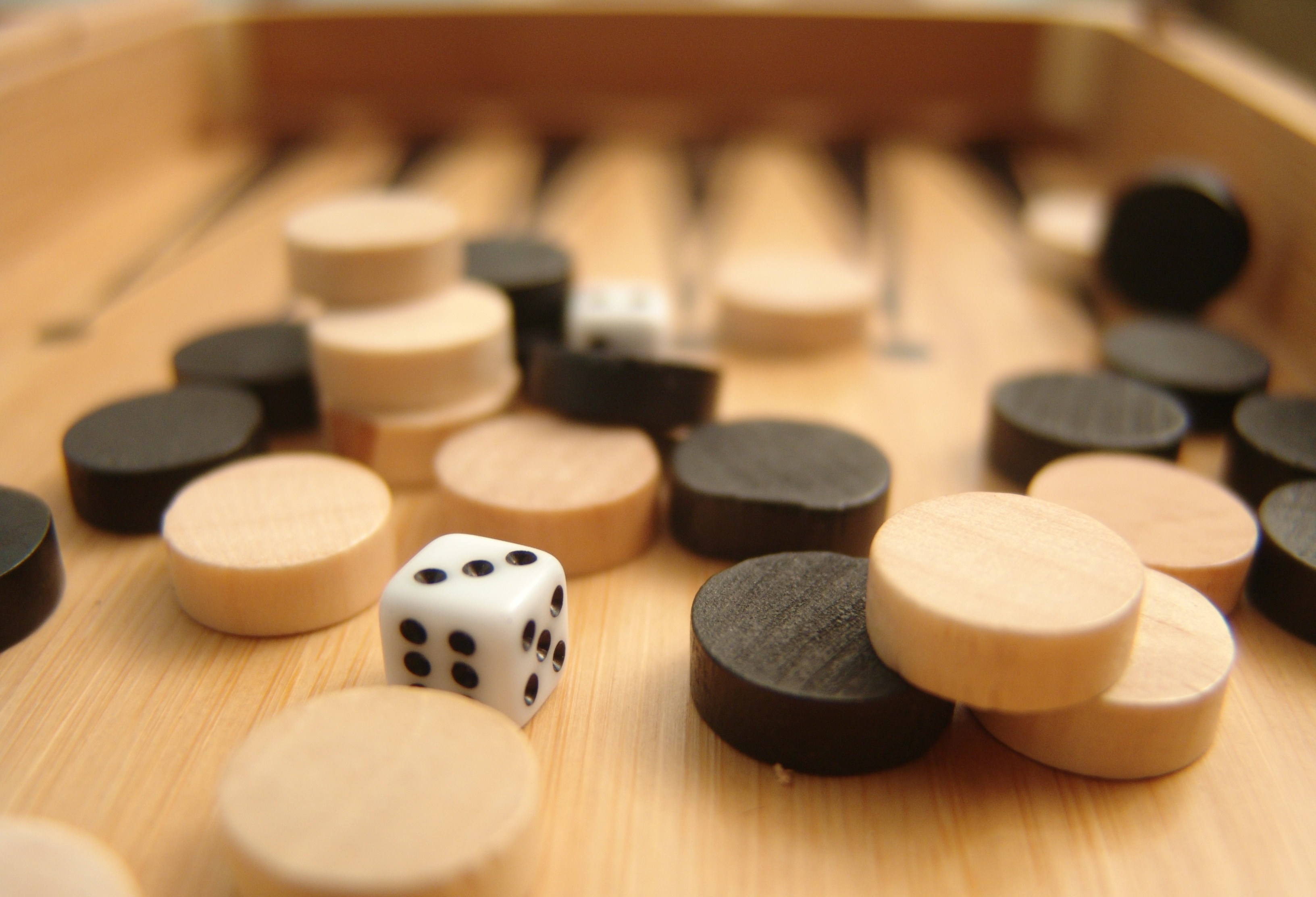
تاس و مهره‌های تخته نرد.